# Gallegos del Río
Gallegos del Río es un municipio y localidad española de la provincia de Zamora, en la Región Leonesa y la comunidad autónoma de Castilla y León.
Se encuentra ubicado en la comarca de Aliste, al oeste de la provincia de Zamora y cerca de la frontera con Portugal. El municipio está formado por el territorio correspondiente a los términos de Domez, Flores, Gallegos del Río, Lober, Puercas, Tolilla y Valer.
Su mayor riqueza reside en su entorno natural, especialmente en la zona bañada por el río  Aliste. De su casco urbano destaca su iglesia parroquial, de la que sobresale su cruz de plata y su Cristo de las Injurias. También cuenta numerosas casas construidas al modo tradicional con piedra, algunas de ellas muestran bellos grabados.

## Toponimia
Su nombre se debe a haber sido repoblado en la Edad Media con gentes procedentes de Galicia. Este hecho no es tan extraño en las repoblaciones llevadas a cabo por la monarquía leonesa, ya que en otras zonas de su dominio hay topónimos que indican la procedencia gallega de sus repobladores, como ocurre en Gallegos del Pan, Gallegos del Campo, Gallegos de Argañán, San Felices de los Gallegos, Galleguillos o Gallegos de Solmirón.

## Geografía
En el término municipal se encuentran las localidades de: Domez, Flores, Gallegos del Río (capital del municipio), Lober, Puercas, Tolilla y Valer.

## Historia
Dentro del actual término municipal, en el año 1171 el rey Fernando II de León concedió la villa de Domez al Monasterio de Moreruela. Esta donación tuvo lugar en un contexto de dificultad, ya que las comarcas de Alba y Aliste fueron área de conflicto entre los reinos leonés y portugués en los siglos XII y XIII. No obstante, tras el Tratado de Alcañices la situación se tranquilizó y a inicios del siglo XIII, la zona quedó definitivamente integrada en el Reino de León, pacificándose la frontera y finalizando los conflictos medievales por su control.
Ya en la Edad Contemporánea, con la creación de las actuales provincias en 1833, Gallegos fue adscrito a la provincia de Zamora, dentro de la Región Leonesa, la cual, como todas las regiones españolas de la época, carecía de competencias administrativas. Un año después quedó integrado en el partido judicial de Alcañices. Asimismo, en torno a 1850, el término de Gallegos del Río tomó su actual extensión, al integrar en su municipio, las localidades de Domez, Flores, Lober, Puercas, Tolilla y Valer.
Gallegos dependió del partido judicial de Alcañices hasta que este fue suprimido en 1983 y sus municipios traspasados para engrosar el partido judicial de Zamora. Tras la constitución de 1978, Gallegos pasó a formar parte en 1983 de la comunidad autónoma de Castilla y León, en tanto municipio integrado en la provincia de Zamora.

## Geografía humana

### Núcleos de población
El municipio se divide en siete núcleos de población, que poseían la siguiente población en 2024 según el INE.
| Núcleo de población | Población |
| ------------------- | --------- |
| Domez               | 148       |
| Valer               | 93        |
| Gallegos del Río    | 84        |
| Puercas             | 50        |
| Flores              | 43        |
| Lober               | 37        |
| Tolilla             | 13        |

### Demografía
Cuenta con una población de 467 habitantes (INE 2024).
| Gráfica de evolución demográfica de Gallegos del Río entre 1842 y 2021 |
| |
| Población de derecho según los censos de población del INE Población de hecho según los censos de población del INEEntre el censo de 1857 y el anterior, crece el término del municipio porque incorpora a 495043 (Domez), 495053 (Flores), 495070 (Lober), 495098 (Puercas), 495145 (Tolilla) y 495154 (Valer) |

### Economía
Los vecinos de esta localidad zamorana se dedican a tareas agrícolas y ganaderas.

## Monumentos y lugares de interés
Enclavado en el corazón de la comarca de Aliste, esta localidad es un verdadero oasis de paz y tranquilidad. Bañada por el río Aliste, su mayor riqueza reside en su entorno, aunque también es digna de mención su iglesia parroquial, de la que sobresale su cruz de plata y su Cristo de las Injurias y, como no, la arquitectura de muchas de las casas que se suceden en el casco urbano, construidas en granito y, en algunos casos, mostrando unos bellos grabados.

## Cultura

### Fiestas
Gallegos del Río celebra la festividad de San Isidro, el 15 de mayo, y San Pedro, el 29 de junio.